# الاتحاد الرياضي للقوات المسلحة البوركيني
الاتحاد الرياضي للقوات المسلحة هو نادٍ بوركينابي لكرة القدم مقره في واغادوغو. يلعبون مبارياتهم على أرضهم في ملعب الاتحاد الرياضي للقوات المسلحة. ألوان النادي زرقاء وحمراء.

## الإنجازات
- دوري بوركينا فاسو الممتاز : 7[1]

1969, 1970, 1971, 1984
1987, 1998, 2000.
- كأس بوركينا فاسو: 4[2]

1968
2002, 2010, 2015.
- كأس قادة بوركينا فاسو : 1

1996.
- كأس سوبر بوكينا فاسو : 3[3]

1997–98, 1999–00, 2009–10.